# Poręby (Pomerania)
Poręby [pronunciación en polaco: /pɔˈrɛmbɨ/] (en casubio: Pòrãbë) es un pueblo en el distrito administrativo de Gmina Sierakowice, dentro del Distrito de Kartuzy, Voivodato de Pomerania, en el norte de Polonia. Se encuentra aproximadamente 2 kilómetros al noroeste de Sierakowice, 21 kilómetros al oeste de Kartuzy, y 49 kilómetros al oeste de la capital regional, Gdańsk.
Para más detalles de la historia de la región, véase Historia de Pomerania.
El pueblo tiene una población de 79 habitantes.